# کارل استاف
کارل استاف (انگلیسی: Karl Staaf; ۶ آوریل ۱۸۸۱ – ۱۵ فوریهٔ ۱۹۵۳) ورزشکار طناب‌کشی و پرش سه‌گام و پرش با نیزه اهل سوئد بود.